# Maccullochella
Maccullochella is een geslacht van straalvinnige vissen uit de familie van de zaagbaarzen (Percichthyidae).

## Soorten
- Maccullochella ikei Rowland, 1986
- Maccullochella macquariensis (Cuvier, 1829)
- Maccullochella mariensis Rowland, 1993
- Maccullochella peelii (Mitchell, 1838)